# Empoasca setigera
Empoasca setigera är en insektsart som beskrevs av Paul W. Oman 1936. Empoasca setigera ingår i släktet Empoasca och familjen dvärgstritar. Inga underarter finns listade i Catalogue of Life.